# DeJuan Jones
DeJuan Jones (Lansing, 24 de junio de 1997) es un futbolista estadounidense que juega en la demarcación de defensa para el San Jose Earthquakes de la MLS.

## Selección nacional
Hizo su debut con la selección de fútbol de Estados Unidos en un partido amistoso contra Serbia que finalizó con un resultado de 1-2 a favor del combinado serbio tras los goles de Luka Ilić y Veljko Simić para Serbia, y de Brandon Vazquez para el conjunto estadounidense.

## Clubes
| Club                   | País           | Año       | Partidos | Goles |
| ---------------------- | -------------- | --------- | -------- | ----- |
| Myrtle Beach Mutiny    | Estados Unidos | 2017      | 8        | 4     |
| Lansing United         | Estados Unidos | 2018      | 9        | 5     |
| New England Revolution | Estados Unidos | 2019-2024 | 165      | 6     |
| Columbus Crew          | Estados Unidos | 2024-2025 | 24       | 3     |
| San Jose Earthquakes   | Estados Unidos | 2025-     |          |       |